# Phare sud de Thacher Island
Le phare sud de Thacher Island (en anglais : Thacher Island South Light) est un phare actif situé sur Thacher Island (en), une île au large de Cap Ann à Rockport dans le comté d'Essex (État du Massachusetts).
Il est inscrit au Registre national des lieux historiques depuis le 7 octobre 1971. et déclaré National Historic Landmark le 3 janvier 2001.

## Histoire
La station a été étable en 1771 sur Thacher Island, située à environ 800 mètres au large de Cap Ann. La partie nord de l'île est la réserve faunique gérée par la Thacher Island National Wildlife Refuge (en).
Les deux phares actuels ont été construits en 1861 et étaient équipés de lentille de Fresnel de premier ordre à l'origine, qui mesuraient environ 3 mètres et pesaient plusieurs tonnes. Ils sont les plus hauts phares du Massachusett. Lorsque ces feux ont été construits, il n’existait aucun moyen de produire un feu clignotant et, de temps en temps, les marins confondaient un feu pour un autre avec des résultats désastreux. La seule façon de créer une distinction était de construire plus d’une lumière. Il y avait deux feux à Plymouth et trois à Nauset Beach. Au fur et à mesure qu'il devint possible de créer des flashs avec un système de lentilles tournantes, les multiples lumières furent interrompues.
Après avoir été mis hors service au début des années 1980, l’objectif de la tour sud a été transféré au musée de la garde côtière américaine de la United States Coast Guard Academy à New London, dans le Connecticut. En 2013, un effort conjoint du Cape Ann Museum (en) et de la Thacher Island Association qui en assure la gestion a ramené l'objectif à Cape Ann. La lentille de premier ordre est maintenant exposée au Cape Ann Museum de Gloucester, dans le Massachusetts.
En 2018, l'International Chimney Corporation a installé des bandes d'acier sous les galeries des deux phares afin d'éviter des problèmes similaires à l'avenir.
Les visites sont disponibles les mercredis et samedis de la mi-juin au début septembre (réservations requises).

## Description
Le phare  est une tour cylindrique en granit, avec une galerie et une lanterne de 38 m de haut, adossée à un petit local technique. La tour est non peinte et la lanterne est noire. Il émet, à une hauteur focale de 50,5 m, un éclat rouge par période de 5 secondes. Sa portée est de 17 milles nautiques (environ 32 km).
Il est aussi équipé d'une corne de brume radiocommandée émettant deux blasts par période de 60 secondes.

## Caractéristiques dufeu maritime
Fréquence : 7,5 secondes (W)
- Lumière : 0,8 seconde
- Obscurité : 6,7 seconde

Identifiant : ARLHS : USA-105 ; USCG : 1-0295 - Amirauté : J0276 .
|                |
| Thacher Island |

|            |
| Les phares |

### Lien connexe
- Liste des phares du Massachusetts